# Pico-
Pico (símbol p) és un prefix del Sistema Internacional que indica un factor de 10-12, o 1/1.000.000.000.000 o, cosa que és equivalent, 0,000 000 000 001.
Confirmat el 1960, el mot prové de l'italià piccolo, que significa petit.
Per exemple;
1 picòmetre = 1 pm = 10-12 metres = 0,000 000 000 001 metres
1 picogram = 1 pg = 10-12 grams = 0,000 000 000 000 001 grams
1 picosegon = 1 ps = 10-12 segons = 0,000 000 000 001 segons